# Per la figlia
Per la figlia (Scarlet Days) è un film muto del 1919 diretto da David W. Griffith che ne fu anche produttore. Il film era interpretato da Richard Barthelmess, Carol Dempster, Eugenie Besserer e Clarine Seymour.
In Italia è stato riedito nel 1927 col titolo Cavaliere errante.

## Trama
Rosy Nell è una ballerina che lavora nei saloon del West. Ha una figlia che ha studiato all'Est e che non sa come la madre si sia procurata il denaro che è servito a farla studiare. Quando la ragazza si reca in visita nella cittadina dove vive la madre, incontra alla stazione il bandito Alvarez che si comporta con cavalleria nei suoi riguardi. Nel frattempo, Nell ha una lite con una rivale, Spasm Sal che, nel corso di una lotta con Nell, cade a terra morta, uccisa da un attacco di cuore. Nell, però, è accusata di averla uccisa e sfugge al linciaggio solo per l'intervento di Alvarez, che la salva. King Bagley, il proprietario del saloon, si mette alla testa di un gruppo di cittadini che vogliono stanare Nell per catturarla. Ancora una volta Alvarez la salva, ma dovrà sfuggire pure lui alla cattura con l'aiuto della sua amante, la fiera Ciquita.

## Produzione
Il film fu prodotto dalla D.W. Griffith Productions.

## Distribuzione
Distribuito dalla Artcraft Pictures Corporation, il film fu presentato in prima al Rivoli Theatre di New York il 9 novembre. Uscì poi nelle sale cinematografiche statunitensi il 30 novembre 1919. Copia del film viene conservata negli archivi del Museum of Modern Art. I diritti del film sono di pubblico dominio.
Nel 2008, il film è stato distribuito in DVD dalla Grapevine in una versione di 76 minuti tratta da una copia 8 mm.